# Konejung Stiftung: Kultur
Die Konejung Stiftung: Kultur ist eine gemeinnützige Kulturstiftung und wurde 2004 vom Krefelder Unternehmer Horst Konejung († 2006) mit einem Stiftungskapital von 850.000 EUR gegründet.

## Stiftung
Die Stiftung fördert Kulturprojekte im Rahmen der europäischen Einigung. Besonders die Förderung der Geschichtsforschung und der künstlerischen Verarbeitung kultureller Gegensätze und Gemeinsamkeiten im Laufe der Jahrhunderte. Schwerpunkte sind hierbei die Römerzeit, das Mittelalter und die Kriege des 20. Jahrhunderts.
Die Stiftung fördert Veranstaltungen aus Theater, Literatur und Film sowie Ausstellungen, die sich den Themen Geschichtsforschung und der künstlerischen Verarbeitung widmen. Besonderes Ziel ist es, kulturelle Veranstaltungen auch grenzübergreifend zu unterstützen und zu fördern. Die Stiftung vergibt seit 2005 den Horst-Konejung-Preis.
Beiratsvorsitzender ist der Journalist David Eisermann, weitere Beiräte sind Hans-Gerd Dick (Kulturreferent der Stadt Zülpich), Helga Konejung und Thorsten Engels (Stellv. Geschäftsführer des Touristikverbandes Siegerland-Wittgenstein e. V.). Vorstände sind der Kabarettist Achim Konejung und die Eventmanagerin Bettina Lauterborn.

## Horst-Konejung-Preis
Der Horst-Konejung-Preis ist mit 5000 Euro dotiert und wird jährlich an Personen und Institutionen verliehen, die sich im Sinne der Stiftungsziele für kulturelle und historische Projekte im Rheinland und der Grenzregion Euregio Maas-Rhein ausgezeichnet haben.

### Preisträger
- 2005: Horst Wallraff, Historiker, Düren[4]
- 2006: Karola Fings, Historikerin und stellvertretende Leiterin des NS-Dokumentationszentrum der Stadt Köln[5]
- 2007: Geschichtsverein Euskirchen mit seinem Vorsitzenden Reinhold Weitz[6]
- 2008: Katharina und Dietrich Schubert, Filmemacher, Kronenburg[7]
- 2009: Jürgen Becker und Martin Stankowski, Kabarettisten, Köln[8]
- 2010: Edition Krautgarten und ihr Herausgeber Bruno Kartheuser, Belgien[9]
- 2011: Franz Albert Heinen, Journalist und Sachbuchautor, Schleiden[10]
- 2012: Dürener Geschichtswerkstatt e. V.[11]

- 2014: Herbert Ruland, Historiker[12]
- 2016: MAF Räderscheidt
- 2019: Norbert Scheuer

## Veröffentlichungen
Die Stiftung hat zu historischen Themen im Rheinland zahlreiche Werke veröffentlicht und unterstützt finanziell Fachtagungen sowie universitäre Forschungsarbeiten. Darüber hinaus engagiert sich die Stiftung bei der Planung und Durchführung von Ausstellungen, wie beispielsweise im Jahr 2008 in Simonskall Experiment Kalltalgemeinschaft – die Kölner Progressiven in Simonskall" 1919  - 1920.

### Veröffentlichungen
- 2007: You enter Germany: Hürtgenwald – der lange Krieg am Westwall, DVD
- 2008: Experiment Kalltalgemeinschaft – die Kölner Progressiven in Simonskall 1919-1920, ISBN 978-3-935-221-97-9
- 2009:  Linker Nebenfluss der Nogat, mit Armin Erlinghagen (Hrsg.) und Heinz Küpper (Autor), ISBN 978-3-941-037-18-2
- 2010:  Simplicius 45  (Hrsg.), Heinz Küpper (Autor), ISBN 978-3-941037-45-8
- 2010: You enter Germany 2: Das Archivmaterial, DVD

### Geförderte Tagungen und Forschungsarbeiten
- 2004: Gedenkskulptur Time for healing von Michael Pohlmann im Kalltal

- 2007: Zukunftsprojekt Westwall: Wege zu einem verantwortungsbewussten Umgang mit den Überresten der NS-Anlage
- 2007: Römertunnel in Drove
- 2007: Dokumentarfilm Erinnerung an Wollseifen
- 2008: Ausstellung Experiment Kalltalgemeinschaft – die Kölner Progressiven in Simonskall 1919-1920
- 2008: Jens Lohmeier: Totenruhe. Die Toten der Schlacht im Hürtgenwald,  Magisterarbeit, RWTH Aachen
- 2008: Peter M. Quadflieg: "Zwangsoldaten" und "Ons Jongen": Eupen-Malmedy und Luxemburg als Rekrutierungsgebiet der deutschen Wehrmacht im Zweiten Weltkrieg, Magisterarbeit RWTH Aachen
- 2008: Wanderführer zum  "Historisch-literarischen Wanderweg Hürtgenwald 1938-1947" in Zusammenarbeit mit der Gemeinde Hürtgenwald
- 2009: Tagung The Experience of War in a Border Region: Belgium, Luxemburg, the Netherlands and Germany 1914-1945 an der RWTH Aachen
- 2010: Peter M. Quadflieg und René Rohrkamp: Das  "Massaker von Malmedy": Täter, Opfer, Forschungsperspektiven. (Band 6 der Aachener Studien zur Wirtschafts- und Sozialgeschichte)
- 2011:  Florian Wöltering: Echo des Krieges, Magisterarbeit RWTH Aachen
- 2011: Veranstaltung: Kann Köln auch anders? Stadtgespräch im DOMFORUM : Der Zustand der politischen Kultur zwei Jahre nach dem Archiveinsturz
- 2011: Veranstaltung: Sanierungsbedürftig und vom Verfall bedroht. Stadtgespräch im DOMFORUM :  Der Umgang der Stadt Köln mit ihren öffentlichen Gebäuden
- 2011:  Multimedia-Präsentation: Das Rheinland als Krisenregion des 20. Jahrhunderts
- 2012: Tagung zur ostbelgischen Zeitgeschichte nach 1945
- 2013: Multivision: "Siegfrieds Fluch" – Das Rheinland und der Erste Weltkrieg.
- 2013: Bildband: Das Rheinland und der Erste Weltkrieg: Aufmarschgebiet – Heimatfront – Besatzungszone (Autor: Achim Konejung)